# Église Saint-Maurice de Marcellaz-Albanais
Pour les articles homonymes, voir Église Saint-Maurice.
L’église Saint-Maurice est une église catholique française, située dans le département de la Haute-Savoie, dans la commune de Marcellaz-Albanais.
Elle est l'une des plus grandes églises rurales de l’Albanais.

## Historique

### Première église
Une première église a été construite à Marcellaz-Albanais aux XIe – XIIe siècles,,. Mentionnée en 1400, elle se compose de quatre chapelles intérieures, consacrées à différents saints : Saint-Jean-Baptiste, Saint-Sébastien, Saint-Esprit et Notre-Dame. Elles sont fondées et entretenues par des familles nobles ou bourgeoises, qui s’en servent également de lieu de sépulture. Celles de Saint-Jean-Baptiste et Saint-Sébastien sont rasées aux XVe – XVIe siècles.

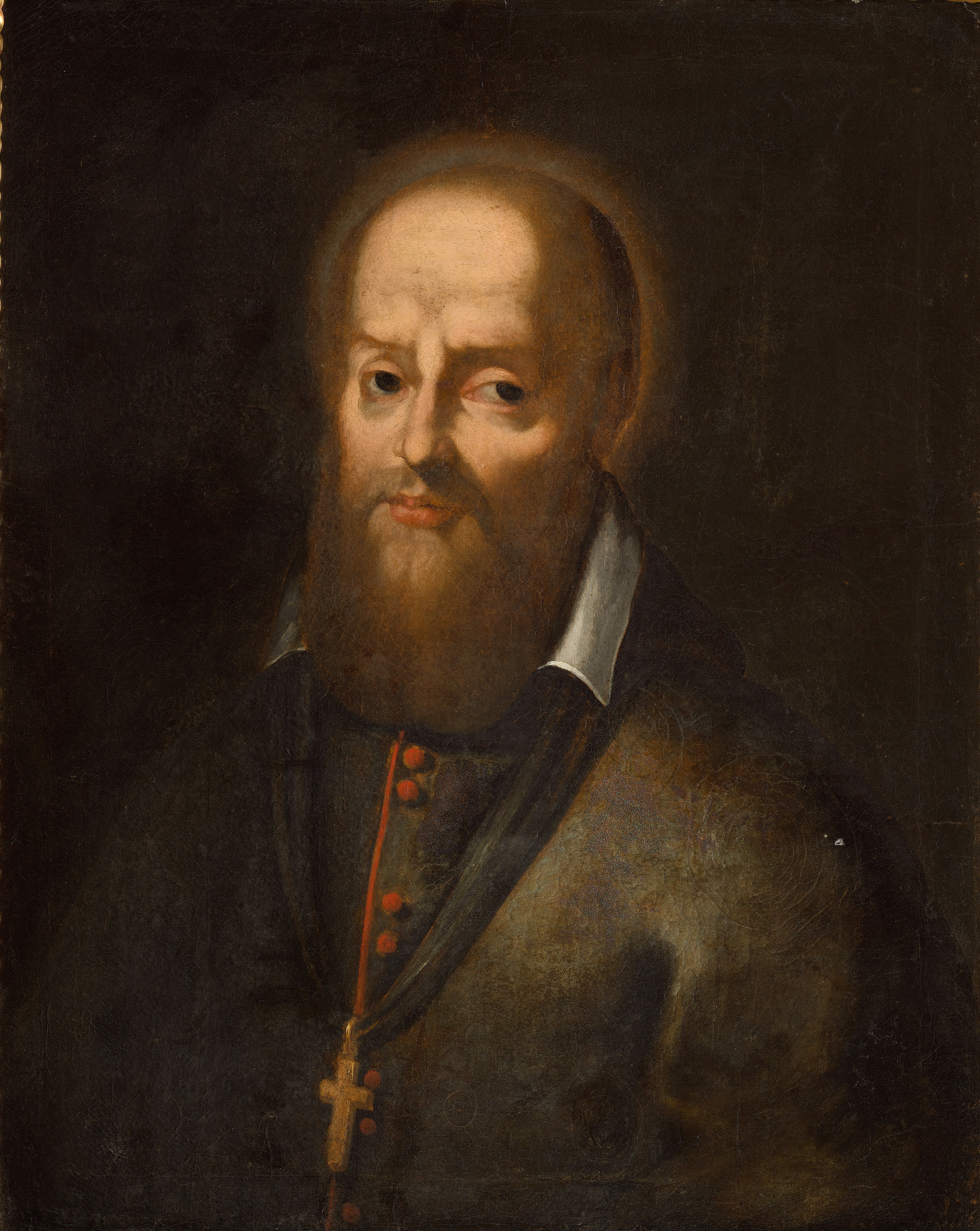
En 1608, François de Sales trouve l’église dans un état délabré et impose des travaux de restauration.

Le 15 mars 1608, François de Sales, alors évêque de Genève, vient visiter la paroisse. Il constate le délabrement du bâtiment et demande aux paroissiens de mener des travaux de restauration sous deux, sous peine de voir l’église fermée et les sacrements privés,. La chapelle du Saint-Esprit, délaissée, est unie au maître-autel, tandis que celle de Notre-Dame est restaurée par la famille Randollet.

### Seconde église
Le 15 avril 1624 débute la construction d’une nouvelle église, qui est consacrée le 27 janvier 1625 par le révérend Georges Cohendet, curé de Marcellaz. Le porche d’entrée est surmonté par le clocher.
Le 23 juin 1739, le clocher est frappé par la foudre au cours d’un violent orage. Cela a pour effet de décrocher la cloche, qui tombe sur le sonneur, Étienne Fontaine, âgé de 22 ans. Celui-ci décède sur le coup et est enterré dans le cimetière communal dans les heures suivantes.
Le 3 janvier 1769, une nouvelle cloche arrive à l’église. Baptisée Claudine, elle est bénie par Claude Ducret, le curé de Marcellaz, qui en est également le parrain. Elle rejoint sa place dans le clocher le lendemain.
À partir de 1827, des travaux de rehaussement du clocher sont entrepris. La nouvelle partie étant en molasse, elle se distingue de l’ensemble, ce qui permet d’avoir un aperçu de la hauteur du clocher original. Le pavillon, ainsi que le bulbe et la flèche, datent de ces travaux, qui s’achèvent en 1844, en même temps que la construction de la nouvelle église.
Le crâne de Marcellaz
Une anecdote, dont la véracité n’a pas pu être prouvée, est liée à cette église. Elle raconte qu’un crâne a été scellé dans le mur du clocher, puis dans une niche grillagée à l’intérieur de celui-ci avant d’être volé en 1974.
François Croisollet, dans son Histoire de Rumilly, explique que ce crâne est celui du seigneur du château d’Hauteville. Vers 1712, alors que ce dernier habite dans son castel de Marcellaz pour la période de la chasse, il tombe en admiration de la fille du fermier, mais semble soupçonne le confesseur de quelque chose. Un jour où il est à la chasse, il rencontre ce dernier et, après un échange de paroles, abat le vicaire de la paroisse. L’incident ayant été observé par des paysans qui travaillaient aux alentours, ils arrêtent le meurtrier, qui est jugé par le Sénat de Savoie. Condamné à mort par pendaison, la sentence prévoit également que « sa tête serait clouée à l’endroit le plus apparent de l’église pour y rester à perpétuité ».
Il n’y a toutefois aucune trace de cette affaire dans les archives du Sénat de Savoie, de même que dans celle de la paroisses, ce qui laisse planer le doute sur l’authenticité de cette histoire.

### Troisième église
L’église actuelle, qui est la troisième, est construite perpendiculairement à la précédente, dont elle conserve le clocher,,. Les travaux, menés selon les plans de l’architecte diocésain Ignace Monnet, s’étalent de 1842 à 1844,. Le bâtiment est consacré le 19 octobre 1845 par Monseigneur Louis Rendu, évêque d’Annecy, en présence du syndic de la commune, Aimé Tissot, et du révérend, Aimé Albert Perillat.
Le cimetière communal est situé en lieu et place du précédent bâtiment. Il y reste jusqu’en 1954, lorsqu’un nouveau cimetière est construit à quelques kilomètres à l’ouest. Il sera remplacé par un parking en 1977.
Le 13 novembre 1921 a lieu l’inauguration du monument aux morts de la commune, qui est installé devant l’église.

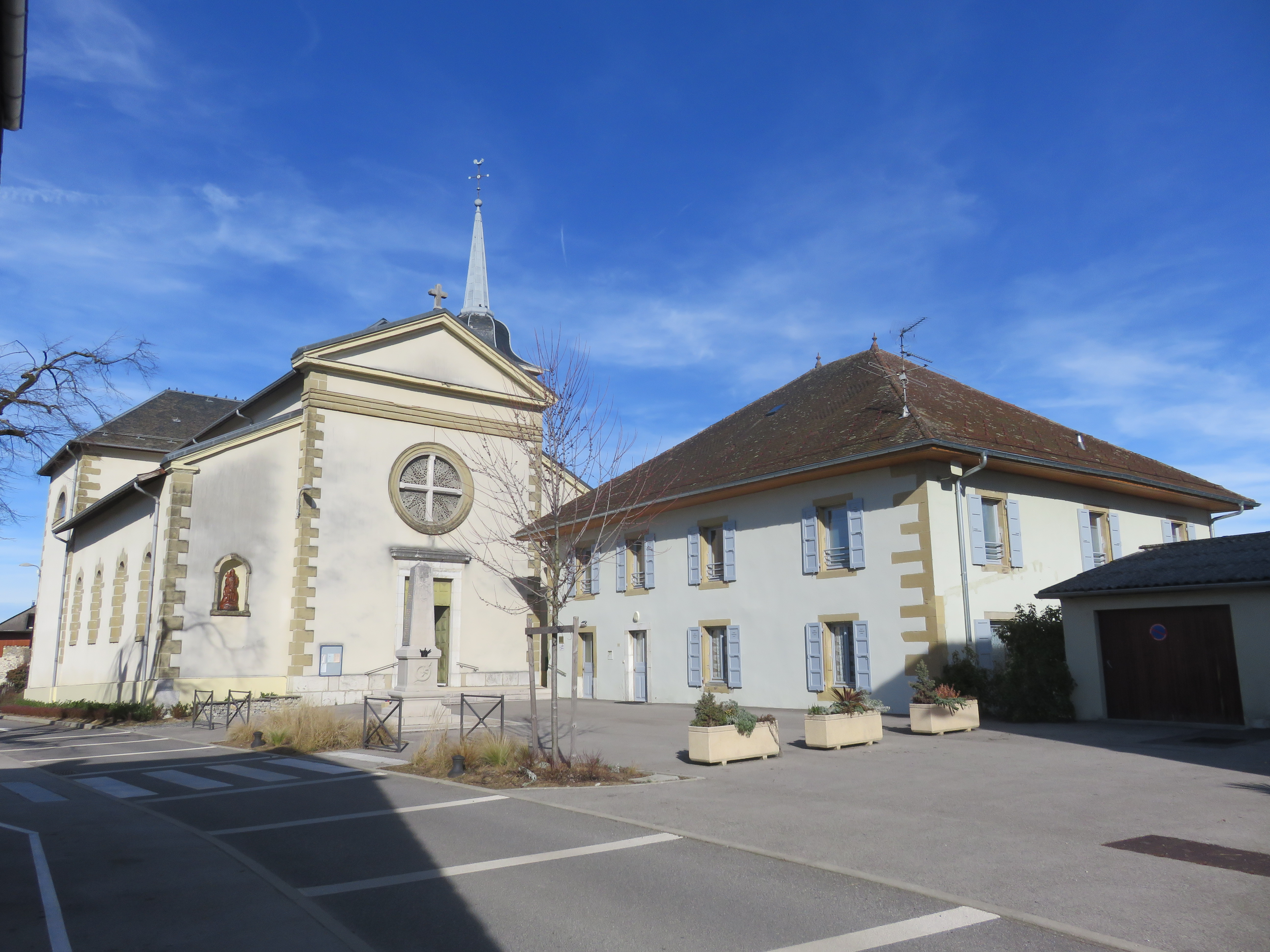
La place de l’église est restaurée et piétonnisée à l’automne 2014.

À l’automne 2014, d’importants travaux ont lieu sur la place de l’église, qui est piétonnisée.
L’église devrait être l’objet d’une importante rénovation dans le courant de l’année 2025 à la suite du don de 500 000 € réalisée par une habitante de la commune, Madame Marie-Pierre Laplace, à la condition que la somme soit utilisée pour restaurer l’édifice religieux. Les travaux devraient débuter à l’été pour la partie extérieure, avec la toiture, la façade, les niches et les vitraux, puis se poursuivent à l’automne pour l’intérieur.

## Clocher

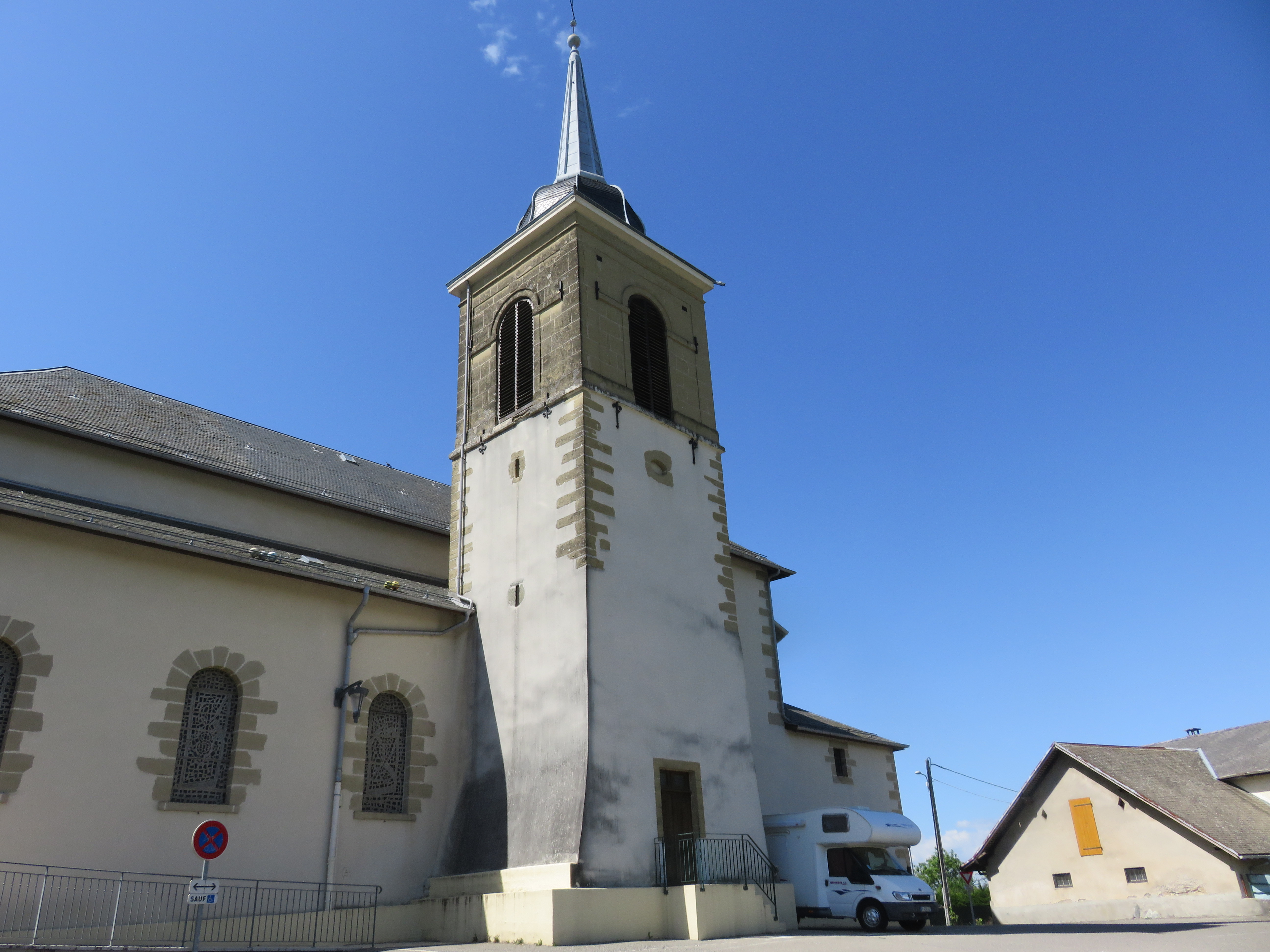
Le clocher en février 2020.

La base du clocher date de 1625, mais il a bénéficié de travaux de rehaussement entre 1827 et 1844, lui faisant atteindre sa hauteur actuelle de 28 m. Il abrite 4 cloches,. 
| Nom                   | Date | Fondeur         | Poids    | Note |
| --------------------- | ---- | --------------- | -------- | ---- |
| Le Bourdon            | 1868 | Paccard, Annecy | 1 700 kg | do#3 |
| Cloche des morts      | 1925 | Paccard, Annecy | 800 kg   | fa#3 |
| Jubilaire             | 1925 | Paccard, Annecy | 380 kg   | la#3 |
| Cloche de la Victoire | 1925 | Paccard, Annecy | 80 kg    | fa#4 |

## Liste des prêtres
Du 4 décembre 1988 à son décès le 18 mai 2021 (à l’âge de 92 ans), le père Michel Marullaz est le prêtre de l’église.